# Robert Bartlett (Historiker)
Robert Bartlett, CBE (* 27. November 1950 in London) ist ein englischer Historiker und Mediävist.

## Leben
Bartlett studierte am Peterhouse-College der University of Cambridge, am St John’s College in Oxford und an der Princeton University und erhielt Forschungsstipendien an mehreren Institutionen, darunter die University of Michigan und die Georg-August-Universität Göttingen, und lehrte an  der University of Edinburgh, University of Chicago und der University of St. Andrews, wo er derzeit wohnt. 1983/84 war er erstmals member der School of History am Institute for Advanced Study in Princeton, 2014/2015 kehrt er dorthin zurück.
Er ist derzeit Inhaber der Bishop Wardlaw-Professur für Mittelalterliche Geschichte an der University of St Andrews. Er gilt zurzeit als einer der weltweit bedeutendsten Fachleute für mittelalterliche Geschichte. Seine  Arbeit The Making of Europe: Conquest, Colonisation and Cultural Change, 950–1350 (deutsch: „Die Geburt Europas aus dem Geist der Gewalt“) wurde 1993 mit dem  Wolfson History Prize ausgezeichnet. 1997 wurde er zum Mitglied (Fellow) der British Academy gewählt. Schwerpunkte seiner wissenschaftlichen Untersuchungen sind die Geschichte der Kolonisierung im Mittelalter, der Heiligenkult und die Geschichte Englands vom 11. bis zum 14. Jahrhundert.
Er hielt 2007 die Ford-Vorlesungen in Oxford. Für das britische Fernsehen schrieb und präsentierte er die Serie Im Inneren der mittelalterlichen Seele, eine vierteilige Dokumentation der BBC, ausgestrahlt im Jahr 2008 als Teil einer Reihe über das Mittelalter.

## Schriften
Autor
- Gerald of Wales. (1146–1223). = Giraldus Cambrensis. Oxford 1979, (Oxford, University, Dissertation, 1978/1979).
- Gerald of Wales. 1146–1223. Clarendon Press, Oxford 1982, ISBN 0-19-821892-3 (Neuauflage: Gerald of Wales. A voice of the Middle Ages. Tempus, Stroud 2006, ISBN 0-7524-4031-4).
- Trial by fire and water. The medieval judicial ordeal. Clarendon Press, Oxford 1986, ISBN 0-19-821973-3.
- The Making of Europe. Conquest, Colonization and Cultural Change 950–1350. Lane, London 1993, ISBN 0-7139-9074-0 (deutsch: Die Geburt Europas aus dem Geist der Gewalt. Eroberung, Kolonisierung und kultureller Wandel von 950 bis 1350. Kindler, München 1996, ISBN 3-463-40249-1).
- England under the Norman and Angevin Kings. 1075–1225 (= The new Oxford History of England.). Clarendon Press, Oxford u. a. 2000, ISBN 0-19-822741-8.
- The Hanged Man. A Story of Miracle, Memory, and Colonialism in the Middle Ages. University Press, Princeton NJ 2004, ISBN 0-691-11719-5.
- The Natural and the Supernatural in the Middle Ages. The Wiles Lectures given at the Queen’s University of Belfast, 2006. Cambridge University Press, Cambridge u. a. 2008, ISBN 978-0-521-87832-6.

Herausgeber
- mit Angus MacKay: Medieval frontier societies. Clarendon Press, Oxford u. a. 1989, ISBN 0-19-822881-3.
- Geoffrey of Burton: Life and miracles of St Modwenna (= Oxford medieval texts.). Clarendon Press, Oxford u. a. 2002, ISBN 0-19-820606-2.
- The miracles of Saint Æbbe of Coldingham and Saint Margaret of Scotland (= Oxford medieval texts.). Clarendon Press, Oxford u. a. 2003, ISBN 0-19-925922-4.